# Élections législatives de 2017 dans les Ardennes
Les élections législatives françaises de 2017 se déroulent les 11 et 18 juin 2017. Dans le département des Ardennes, trois députés sont à élire dans le cadre de trois circonscriptions.

## Élus
| Circonscription | Député sortant     | Parti | Parti | Député élu ou réélu | Parti | Parti |
| --------------- | ------------------ | ----- | ----- | ------------------- | ----- | ----- |
| 1re             | Bérengère Poletti  |       | LR    | Bérengère Poletti   |       | LR    |
| 2e              | Christophe Léonard |       | PS    | Pierre Cordier      |       | LR    |
| 3e              | Jean-Luc Warsmann  |       | LR    | Jean-Luc Warsmann   |       | LR    |

## Rappel des résultats départementaux des élections de 2012
| Parti          | Parti                             | Premier tour | Premier tour | Second tour | Second tour | Sièges |
| Parti          | Parti                             | Voix         | %            | Voix        | %           | Sièges |
| -------------- | --------------------------------- | ------------ | ------------ | ----------- | ----------- | ------ |
|                | Union pour un mouvement populaire | 45 178       | 40,56        | 38 657      | 51,23       | 2      |
|                | Nouveau centre                    | 376          | 0,34         |             |             | 0      |
|                | Parti radical                     | 153          | 0,14         | 0           |             |        |
|                | Divers droite dont DLR, PCD       | 153          | 0,14         | 0           |             |        |
|                | Droite parlementaire              | 45 860       | 41,17        | 38 657      | 51,23       | 2      |
|                |                                   |              |              |             |             |        |
|                | Parti socialiste                  | 34 943       | 31,37        | 36 808      | 48,77       | 1      |
|                | Divers gauche dont MRC            | 4 719        | 4,24         |             |             | 0      |
|                | Europe Écologie Les Verts         | 2 242        | 2,01         | 0           |             |        |
|                | Majorité présidentielle           | 41 904       | 37,62        | 36 808      | 48,77       | 1      |
|                |                                   |              |              |             |             |        |
|                | Front national                    | 16 690       | 14,98        |             |             | 0      |
|                | Front de gauche                   | 5 088        | 4,57         | 0           |             |        |
|                | Mouvement démocrate               | 773          | 0,69         | 0           |             |        |
|                | Lutte ouvrière                    | 518          | 0,47         | 0           |             |        |
|                | Alliance écologiste indépendante  | 515          | 0,46         | 0           |             |        |
|                | Divers                            | 42           | 0,04         | 0           |             |        |
|                |                                   |              |              |             |             |        |
| Inscrits       | Inscrits                          | 196 609      | 100,00       | 138 367     | 100,00      | 3      |
| Abstentions    | Abstentions                       | 83 796       | 42,62        | 60 602      | 43,8        |        |
| Votants        | Votants                           | 112 813      | 57,38        | 77 765      | 56,2        |        |
| Blancs et nuls | Blancs et nuls                    | 1 423        | 1,26         | 2 300       | 2,96        |        |
| Exprimés       | Exprimés                          | 111 390      | 98,74        | 75 465      | 97,04       |        |

## Résultats

### Résultats à l'échelle du département
|                                              |                           |                           |                           |                          |                          |
|                                              |                           | Premier tour 11 juin 2017 | Premier tour 11 juin 2017 | Second tour 18 juin 2017 | Second tour 18 juin 2017 |
|                                              |                           |                           |                           |                          |                          |
|                                              |                           | Nombre                    | % des inscrits            | Nombre                   | % des inscrits           |
| Inscrits                                     | Inscrits                  | 194 266                   | 100,00                    | 194 280                  | 100,00                   |
| Abstentions                                  | Abstentions               | 102 321                   | 52,67                     | 113 718                  | 58,53                    |
| Votants                                      | Votants                   | 91 945                    | 47,33                     | 80 562                   | 41,47                    |
|                                              |                           |                           | % des votants             |                          | % des votants            |
| Bulletins blancs                             | Bulletins blancs          | 987                       | 1,07                      | 4 789                    | 5,94                     |
| Bulletins nuls                               | Bulletins nuls            | 538                       | 0,59                      | 2 500                    | 3,10                     |
| Suffrages exprimés                           | Suffrages exprimés        | 90 420                    | 98,34                     | 73 273                   | 90,95                    |
|                                              |                           |                           |                           |                          |                          |
| Étiquette politique                          | Étiquette politique       | Voix                      | % des exprimés            | Voix                     | % des exprimés           |
|                                              |                           |                           |                           |                          |                          |
|                                              | Les Républicains          | 33 196                    | 36,71                     | 50 360                   | 68,73                    |
|                                              | La République en marche   | 18 336                    | 20,28                     | 16 933                   | 23,11                    |
|                                              | Front national            | 17 619                    | 19,49                     | 5 980                    | 8,16                     |
|                                              | La France insoumise       | 7 539                     | 8,34                      |                          |                          |
|                                              | Parti socialiste          | 7 203                     | 7,97                      |                          |                          |
|                                              | Écologiste                | 2 664                     | 2,95                      |                          |                          |
|                                              | Parti communiste français | 2 219                     | 2,45                      |                          |                          |
|                                              | Divers                    | 946                       | 1,05                      |                          |                          |
|                                              | Extrême gauche            | 698                       | 0,77                      |                          |                          |
| Source : Ministère de l'Intérieur - Ardennes |                           |                           |                           |                          |                          |

### Résultats par circonscription

#### Première circonscription
Député sortant : Bérengère Poletti (Les Républicains).
|                                                                           |                                                                                              |                           |                           |                          |                          |
|                                                                           |                                                                                              | Premier tour 11 juin 2017 | Premier tour 11 juin 2017 | Second tour 18 juin 2017 | Second tour 18 juin 2017 |
|                                                                           |                                                                                              |                           |                           |                          |                          |
|                                                                           |                                                                                              | Nombre                    | % des inscrits            | Nombre                   | % des inscrits           |
| Inscrits                                                                  | Inscrits                                                                                     | 73 343                    | 100,00                    | 73 371                   | 100,00                   |
| Abstentions                                                               | Abstentions                                                                                  | 38 231                    | 52,13                     | 42 837                   | 58,38                    |
| Votants                                                                   | Votants                                                                                      | 35 112                    | 47,87                     | 30 534                   | 41,62                    |
|                                                                           |                                                                                              |                           | % des votants             |                          | % des votants            |
| Bulletins blancs                                                          | Bulletins blancs                                                                             | 366                       | 1,04                      | 1 753                    | 5,74                     |
| Bulletins nuls                                                            | Bulletins nuls                                                                               | 207                       | 0,59                      | 1 067                    | 3,49                     |
| Suffrages exprimés                                                        | Suffrages exprimés                                                                           | 34 539                    | 98,37                     | 27 714                   | 90,76                    |
|                                                                           |                                                                                              |                           |                           |                          |                          |
| Candidat Étiquette politique (partis et alliances)                        | Candidat Étiquette politique (partis et alliances)                                           | Voix                      | % des exprimés            | Voix                     | % des exprimés           |
|                                                                           |                                                                                              |                           |                           |                          |                          |
|                                                                           | Bérengère Poletti (députée sortante) Les Républicains (Union des démocrates et indépendants) | 13 053                    | 37,79                     | 19 311                   | 69,68                    |
|                                                                           | Jean-Pierre Morali La République en marche                                                   | 8 004                     | 23,17                     | 8 403                    | 30,32                    |
|                                                                           | Sophie Lorenzo Front national                                                                | 7 278                     | 21,07                     |                          |                          |
|                                                                           | Françoise Verlhac La France insoumise                                                        | 2 040                     | 5,91                      |                          |                          |
|                                                                           | Christophe Dumont Europe Écologie Les Verts                                                  | 1 491                     | 4,32                      |                          |                          |
|                                                                           | Sylvain Dalla-Rosa Parti communiste français                                                 | 1 282                     | 3,71                      |                          |                          |
|                                                                           | Fabien Andréo Divers (La Relève citoyenne)                                                   | 450                       | 1,30                      |                          |                          |
|                                                                           | Sylvie Goulden Écologiste (Mouvement 100 %)                                                  | 410                       | 1,19                      |                          |                          |
|                                                                           | Nésida Pommier Lutte ouvrière                                                                | 330                       | 0,96                      |                          |                          |
|                                                                           | Nicolas Ferio Divers (Union populaire républicaine)                                          | 201                       | 0,58                      |                          |                          |
| Source : Ministère de l'Intérieur - Première circonscription des Ardennes |                                                                                              |                           |                           |                          |                          |

#### Deuxième circonscription
Député sortant : Christophe Léonard (Parti socialiste).
|                                                                           |                                                                        |                           |                           |                          |                          |
|                                                                           |                                                                        | Premier tour 11 juin 2017 | Premier tour 11 juin 2017 | Second tour 18 juin 2017 | Second tour 18 juin 2017 |
|                                                                           |                                                                        |                           |                           |                          |                          |
|                                                                           |                                                                        | Nombre                    | % des inscrits            | Nombre                   | % des inscrits           |
| Inscrits                                                                  | Inscrits                                                               | 63 882                    | 100,00                    | 63 880                   | 100,00                   |
| Abstentions                                                               | Abstentions                                                            | 35 523                    | 55,61                     | 39 385                   | 61,65                    |
| Votants                                                                   | Votants                                                                | 28 359                    | 44,39                     | 24 495                   | 38,35                    |
|                                                                           |                                                                        |                           | % des votants             |                          | % des votants            |
| Bulletins blancs                                                          | Bulletins blancs                                                       | 311                       | 1,10                      | 1 724                    | 7,04                     |
| Bulletins nuls                                                            | Bulletins nuls                                                         | 163                       | 0,57                      | 870                      | 3,55                     |
| Suffrages exprimés                                                        | Suffrages exprimés                                                     | 27 885                    | 98,33                     | 21 901                   | 89,41                    |
|                                                                           |                                                                        |                           |                           |                          |                          |
| Candidat Étiquette politique (partis et alliances)                        | Candidat Étiquette politique (partis et alliances)                     | Voix                      | % des exprimés            | Voix                     | % des exprimés           |
|                                                                           |                                                                        |                           |                           |                          |                          |
|                                                                           | Pierre Cordier Les Républicains (Union des démocrates et indépendants) | 7 212                     | 25,86                     | 13 371                   | 61,05                    |
|                                                                           | Mario Iglesias La République en marche                                 | 6 269                     | 22,48                     | 8 530                    | 38,95                    |
|                                                                           | Guillaume Luczka Front national                                        | 5 424                     | 19,45                     |                          |                          |
|                                                                           | Christophe Léonard (député sortant) Parti socialiste                   | 4 612                     | 16,54                     |                          |                          |
|                                                                           | Michel Cartiaux La France insoumise                                    | 2 971                     | 10,65                     |                          |                          |
|                                                                           | Igor Nivelet Parti communiste français                                 | 609                       | 2,18                      |                          |                          |
|                                                                           | Jean Pierrard Écologiste (Mouvement 100 %)                             | 397                       | 1,42                      |                          |                          |
|                                                                           | Mink Takawé Lutte ouvrière                                             | 237                       | 0,85                      |                          |                          |
|                                                                           | Laurence Cahagne Divers (Union populaire républicaine)                 | 154                       | 0,55                      |                          |                          |
| Source : Ministère de l'Intérieur - Deuxième circonscription des Ardennes |                                                                        |                           |                           |                          |                          |

#### Troisième circonscription
Député sortant : Jean-Luc Warsmann (Les Républicains).
|                                                                            |                                                                                            |                           |                           |                          |                          |
|                                                                            |                                                                                            | Premier tour 11 juin 2017 | Premier tour 11 juin 2017 | Second tour 18 juin 2017 | Second tour 18 juin 2017 |
|                                                                            |                                                                                            |                           |                           |                          |                          |
|                                                                            |                                                                                            | Nombre                    | % des inscrits            | Nombre                   | % des inscrits           |
| Inscrits                                                                   | Inscrits                                                                                   | 57 041                    | 100,00                    | 57 029                   | 100,00                   |
| Abstentions                                                                | Abstentions                                                                                | 28 567                    | 50,08                     | 31 496                   | 55,23                    |
| Votants                                                                    | Votants                                                                                    | 28 474                    | 49,92                     | 25 533                   | 44,77                    |
|                                                                            |                                                                                            |                           | % des votants             |                          | % des votants            |
| Bulletins blancs                                                           | Bulletins blancs                                                                           | 310                       | 1,09                      | 1 312                    | 5,14                     |
| Bulletins nuls                                                             | Bulletins nuls                                                                             | 168                       | 0,59                      | 563                      | 2,20                     |
| Suffrages exprimés                                                         | Suffrages exprimés                                                                         | 27 996                    | 98,32                     | 23 658                   | 92,66                    |
|                                                                            |                                                                                            |                           |                           |                          |                          |
| Candidat Étiquette politique (partis et alliances)                         | Candidat Étiquette politique (partis et alliances)                                         | Voix                      | % des exprimés            | Voix                     | % des exprimés           |
|                                                                            |                                                                                            |                           |                           |                          |                          |
|                                                                            | Jean-Luc Warsmann (député sortant) Les Républicains (Union des démocrates et indépendants) | 12 931                    | 46,19                     | 17 678                   | 74,72                    |
|                                                                            | Amandine Blomme Front national                                                             | 4 917                     | 17,56                     | 5 980                    | 25,28                    |
|                                                                            | Christelle Vorillion La République en marche                                               | 4 063                     | 14,51                     |                          |                          |
|                                                                            | Didier Herbillon Parti socialiste                                                          | 2 591                     | 9,25                      |                          |                          |
|                                                                            | Sophie Perrin La France insoumise                                                          | 2 528                     | 9,03                      |                          |                          |
|                                                                            | Dalila Maouche Parti communiste français                                                   | 328                       | 1,17                      |                          |                          |
|                                                                            | Christelle Gallet Écologiste (Mouvement 100 %)                                             | 211                       | 0,75                      |                          |                          |
|                                                                            | Cédric Sauvage Europe Écologie Les Verts                                                   | 155                       | 0,55                      |                          |                          |
|                                                                            | Roselyne de Balmain Divers (Union populaire républicaine)                                  | 141                       | 0,50                      |                          |                          |
|                                                                            | Nadia Octave Lutte ouvrière                                                                | 131                       | 0,47                      |                          |                          |
| Source : Ministère de l'Intérieur - Troisième circonscription des Ardennes |                                                                                            |                           |                           |                          |                          |